# Sixteen (musikgrupp)
Sixteen är ett polskt pop-rockband, verksamt 1997-2004 och igen sedan 2010.
Gruppen släppte sin första singel Spadające myśli 1997. Samma år släppte de debutalbumet Lawa, vilken blev en stor succé i Polen (120 000 sålda ex.) och resulterade i en platinaskiva. De representerade Polen i Eurovision Song Contest 1998 med bidraget To takie proste och kom på 17:e plats med 19 poäng.
Samma år ändrade gruppen namn till Seventeen (ibland Sixteen-Seventeen) efter att gitarristen och låtskrivaren Jarosław Pruszkowski avlidit och sångerskan Renata Dąbkowska lämnat gruppen för att satsa på en solokarriär. Gruppen upplöstes helt 2004.
År 2010 återförenades gruppen och har sedan dess utgivit singlarna Małe zło (2010), 2 światy (2012) och Nie wyprzedzaj (to ja) (2013).

## Medlemmar
- Janusz Witaszek – elbas
- Tomasz Stryczniewicz – trummor
- Mirosław Hoduń – keyboard
- Grzegorz Kloc – sång, gitarr
- Olga Pruszkowska – fiol, sång

### Tidigare medlemmar
- Jarosław Pruszkowski – gitarr (1997-1998)
- Renata Dąbkowska – sång (1997-1998)

## Diskografi
- Lawa (1997)
- Szalona (1999)
- Chłopak i dziewczyna (2001)